# Chac Mool
Chac Mool és un tipus d'escultures precolombines mesoamericanes que apareixen al començament del període postclàssic en diversos llocs de la regió. El terme va ser encunyat el 1875 per l'explorador Augustus Le Plongeon, que va observar aquest tipus d'escultures per primera vegada a Yucatán, per això va proposar un nom en maia yucatec. El nom significa 'gran jaguar vermell' i s'ha tornat usual, i es manté per això la seva utilització pels arqueòlegs. No ha de confondre's amb Chaac, déu maia de la pluja.
Aquest tipus d'estàtues va fer la seva aparició a Mesoamèrica a l'inici del postclàssic, i és associada als tolteques. Diversos exemplars s'han trobat a Tula i Chichén Itzá; aquest fet és un dels arguments utilitzats en els debats sobre les relacions entre aquests dos llocs. A més a més, es coneixen altres peces procedents d'Ihuatzio (Michoacán), Quiriguá (Guatemala), Cempoala (Veracruz) i el temple Major de Mèxic-Tenochtitlán, entre d'altres.